# Hesher
Hesher är en EP av Nickelback. Den utgavs 1996 och är gruppens första alster.

## Låtförteckning
1. Where? – 4:27
2. Window Shopper – 3:42
3. Fly – 2:53
4. Truck – 3:51
5. Left – 4:03
6. In Front of Me – 5:32
7. DC – 4:46